# Wereldkampioenschappen noordse combinatie 2007
De wereldkampioenschappen noordse combinatie 2007 zijn een onderdeel van de wereldkampioenschappen noords skiën 2007. De WK werden van 22 februari tot 4 maart 2007 georganiseerd in het Japanse Sapporo.

## Resultaten

### Sprint
| #      | Land | Atleet           | Tijd    |
| ------ | ---- | ---------------- | ------- |
| Goud   | FIN  | Hannu Manninen   | 17.40,2 |
| Zilver | NOR  | Magnus Moan      | 17.40,5 |
| Brons  | GER  | Björn Kircheisen | 18.09,7 |
| 4      | FIN  | Anssi Koivuranta | 18.15,4 |
| 5      | AUT  | Felix Gottwald   | 18.32,3 |

### Individuele Gundersen
| #      | Land | Atleet           | Tijd    |
| ------ | ---- | ---------------- | ------- |
| Goud   | GER  | Ronny Ackermann  | 38.35,6 |
| Zilver | USA  | Bill Demong      | 38.44,1 |
| Brons  | FIN  | Anssi Koivuranta | 38.44,3 |
| 4      | AUT  | Christoph Bieler | 39.34,9 |
| 5      | AUT  | Felix Gottwald   | 39.42,8 |

### Landenwedstrijd
| #      | Land/Atleten                                                               | Tijd    |
| ------ | -------------------------------------------------------------------------- | ------- |
| Goud   | Finland Anssi Koivuranta Janne Ryynänen Jaakko Tallus Hannu Manninen       | 49.14,9 |
| Zilver | Duitsland Sebastian Haseney Ronny Ackermann Tino Edelmann Björn Kircheisen | 49.43,3 |
| Brons  | Noorwegen Håvard Klemetsen Espen Rian Petter Tande Magnus Moan             | 50.26,9 |
| 4      | Oostenrijk Christoph Bieler David Kreiner Mario Stecher Felix Gottwald     | 50.27,3 |
| 5      | Zwitserland Ronny Heer Andreas Hurschler Seppi Hurschler Ivan Rieder       | 52.56,7 |